# Bernard d'Espagnat
Bernard d’Espagnat, né le 22 août 1921 à Fourmagnac (Lot) et mort le 1er août 2015 à Paris 15e,, est un physicien français.

## Biographie
Il est le fils du peintre Georges d'Espagnat (1870-1950), auquel il a consacré un ouvrage.

### Éducation
Bernard d'Espagnat a obtenu son doctorat à l'École polytechnique, qu'il a intégrée en 1942, et à l'Institut Henri-Poincaré (promotion Louis de Broglie).

### Carrière de chercheur
Il commence sa carrière en tant que chercheur au Centre national de la recherche scientifique (CNRS), de 1947 à 1957. Durant cette période, il travaille également avec le physicien Enrico Fermi à Chicago (1951-1952) et sur un projet de recherche mené par Niels Bohr à l'Institut de Copenhague (1953-1954). Il poursuit sa carrière scientifique en rejoignant le Centre d'études et de recherches nucléaires (CERN), à Genève, et comme physicien théorique à l'institution qui succède au CERN, l'Organisation européenne pour la recherche nucléaire (1954-1959).
À partir de la fin des années 1960, il se distingue par ses travaux sur les enjeux philosophiques de la mécanique quantique et, en particulier, par sa conception du « réel voilé », qui constitue une approche originale du réalisme en physique :
« Au vu de la physique contemporaine je dis que s'il nous faut, à toute force, une explication nous avons à la chercher dans ce qui est plus élevé que nous-mêmes, et qui nous est, par conséquent, mystérieux. C'est le Réel, l'Être, le Divin. C'est de ce côté là que l'on peut espérer discerner le sens. »

### Enseignement
De 1959 à sa retraite, en 1987, il enseigne à la faculté des sciences de la Sorbonne. Il dirige le laboratoire de physique théorique et des particules élémentaires de l'université Paris-Sud 11, à Orsay  (1978-1987). 
Par ailleurs, il est professeur invité à l’université du Texas à Austin, en 1977, et à l'université de Californie à Santa Barbara, en 1984.
Il est membre de l'Académie des sciences morales et politiques à partir de 1996, professeur émérite de l'Université Paris Orsay, désormais université Paris Sud, membre de l'Académie internationale de philosophie des sciences (Bruxelles) à partir de 1975 et de l'université interdisciplinaire de Paris. 
En 2009, il reçoit le prix Templeton.
Il a, en particulier, contribué à éclaircir les enjeux théoriques des expériences d’Alain Aspect sur le paradoxe EPR.

## Ouvrages
- Conceptions de la physique contemporaine ; les interprétations de la mécanique quantique et de la mesure (1965)
- Conceptual Foundations of Quantum Mechanics (1971)
- À la recherche du réel - Le regard d’un physicien, Gauthier-Villars, 1979 réédition Pocket, 1991
- Un Atome de sagesse, propos d’un physicien sur le réel voilé (1982)
- Nonseparability and the Tentative Descriptions of Reality (1984)
- Une incertaine réalité - Le monde quantique, la connaissance et la durée, Gauthier-Villars, 1985 réédition Fayard, 1993
- Penser la science ou les enjeux du savoir (1990)
- Georges d’Espagnat (1990)
- Regards sur la matière des quanta et des choses (en collaboration avec Étienne Klein) (1993)
- Le réel voilé - Analyse des concepts quantiques, Fayard, 1994
- Physique et réalité, un débat avec Bernard d’Espagnat (1997)
- Ondine et les feux du savoir. Carnets d'une petite sirène (1998)
- Traité de physique et de philosophie (2002)
- Candide et le physicien (avec Claude Saliceti, 2008)

### Débats
- Léna Soler (dir.), Michel Bitbol, Pascal Engel, Bernard d'Espagnat, Paul Gochet et Hervé Zwirn, Philosophie de la physique : Dialogue à plusieurs voix autour de controverses contemporaines et classiques, Paris, L'Harmattan, 2006, 204 p. (ISBN 978-2-296-00857-1).